# Nokia 6120 classic
Il Nokia 6120 classic è uno smartphone prodotto dalla casa finlandese Nokia, lanciato sul mercato nel novembre 2007. Non è da confondersi con il Nokia 6120, versione statunitense del Nokia 6110, messo in commercio nel 1998. Il 6120 classic è il primo modello Nokia ad utilizzare, oltre alla connessione HSDPA e UMTS, tecnologia GSM Quadriband.

## Caratteristiche principali

### In generale
Questo leggero apparecchio (89 grammi di peso) si caratterizza per l'elevata compattezza e per le sue funzioni spiccatamente orientate al multimediale: lettore mp3, fotocamera digitale da 2 megapixel, videocamera digitale con registrazione in qualità QVGA, mini-PC per lavoro in ufficio, agenda, registratore vocale, console giochi, telefonia, e predisposto con software interno per sfruttare la funzione GPS con appositi strumenti ausiliari.

### Il design
Particolarità nel design di questo smartphone è un monoblocco decisamente compatto ed elegante.

### Il display
Il display del 6120 Classic è un TFT da 2” e 320x240 pixel.

### Connettività
Questo smartphone è dotato di connessioni Bluetooth 2.0, UMTS/HSDPA, USB.

### Memoria e Sistema Operativo
La memoria interna è di 35 MB, si può espandere fino a 8 GB (anche se il libretto di istruzioni allegato indica il limite di 2) tramite schede di memoria MicroSD HC (TransFlash). Il sistema operativo integrato è Symbian 9.2 release 3 serie 60. L'ultimo firmware disponibile pubblicamente tramite Nokia Software Updater (NSU) è alla versione 6.01, ma sono già disponibili in rete i DataPackage delle versioni 06.51 e 07.20, installabili tramite Phoenix Service Software.

## Specifiche tecniche

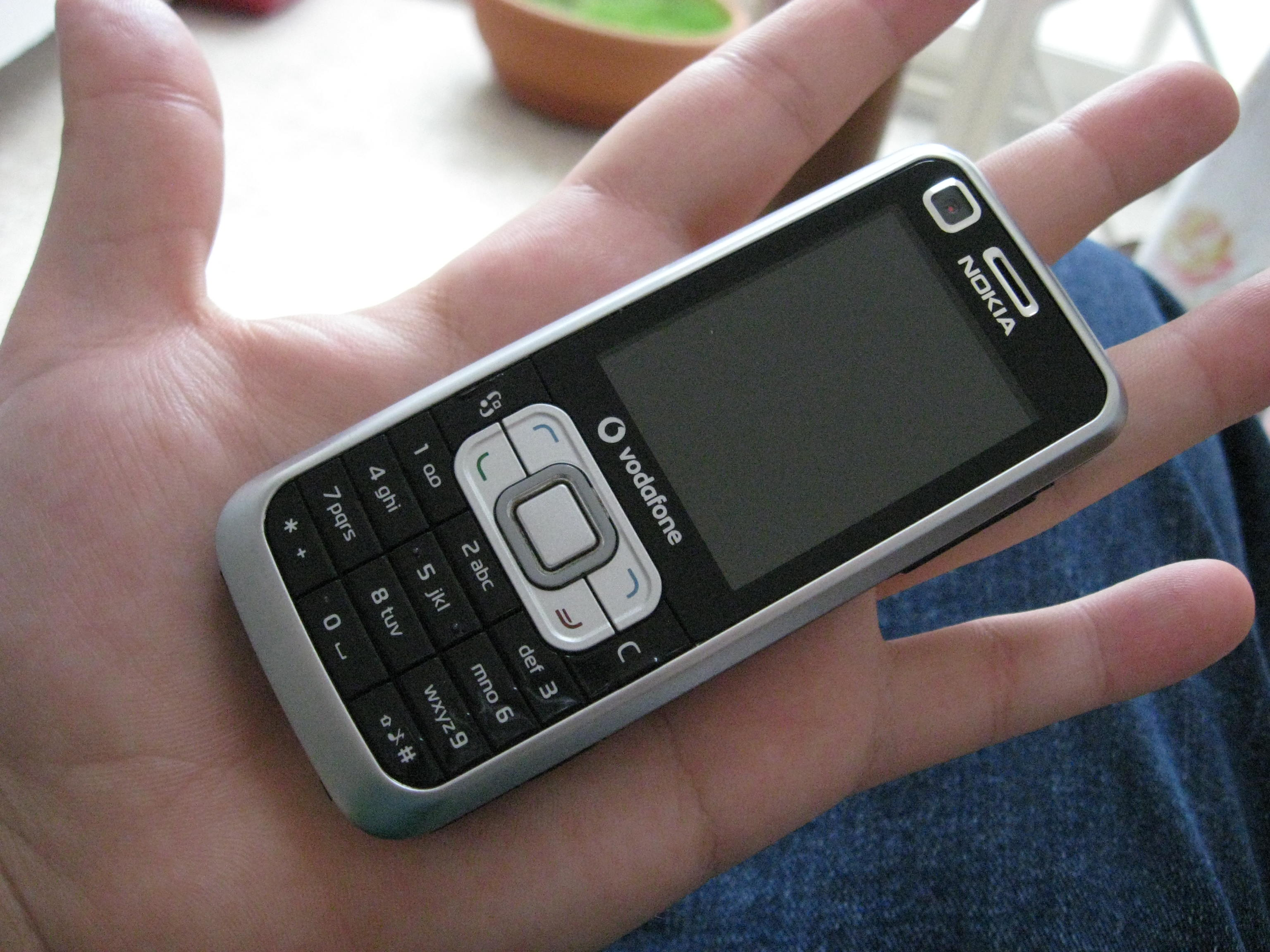
Raffronto dimensioni tra il Nokia 6120 ed il palmo di una mano

| Tipologia: five-mode GSM/EDGE/GPRS/UMTS/HSDPA |
| Frequenza: HSDPA 2100, EGSM 900, GSM 850/1800/1900 MHz (EGPRS) |
| Dimensioni |
| Volume: 66 cc |
| Peso: 89 grammi |
| Lunghezza: 105 mm |
| Altezza: 46 mm |
| Spessore: 15 mm |
| Memoria |
| Interna: 35 MB espandibile con MicroSD (TransFlash) |
| Massima espansione: 2 GB |
| Batteria |
| Modello: BL-5B |
| Amperaggio: 890 mAH |
| Durata in standby: 9 giorni |
| Durata in conversazione GSM: 3.1 ore |
| Durata in conversazione WCDMA: 2.4 ore |
| Display |
| Dimensioni: 2 pollici |
| Tipologia: TFT con luminosità regolabile automaticamente tramite sensore                                                                                                   |
| Risoluzione: QVGA (240x320 pixel), 16.773.542 colori e 24 bit di profondità                                                                                                |
| Dotazione software |
| Sistema operativo. Symbian 9.2 release 3 Serie 60 |
| Adobe Reader LE 1.5 for Symbian |
| Lettore Flash |
| Web Browser |
| Editor immagini |
| Convertitore universale |
| Calcolatrice |
| Registratore vocale |
| Note TXT |
| File ed applicazioni compatibili |
| Audio: Mp3, M4A, Wma, Wav, Aac, Aac+, eAac+; |
| Video: Mpeg4, H.263, 3Gpp; |
| Immagini: gif, jpg, jpeg, exif |
| Ufficio: xls, ppt, txt, pdf, file flash |
| Applicazioni basate su JAVA e MIDP 2.0, CLDC 1.1 (J2ME) e compatibili con Symbian Serie 60 3rd edition                                                                     |
| Dotazione hardware |
| Acceleratore grafico |
| 1 Altoparlante mono |
| Immagini |
| Risoluzione: 2 megapixel (1600x1200) |
| Autofocus: NO |
| Modalità Flash: automatico, o spento |
| Stabilizzatore d'immagine: NO |
| Modalità macro: NO |
| Regolazione esposizione: SI |
| Bilanciamento del bianco: automatico (normale), soleggiato, nuvoloso, incandescente, fosforescente                                                                         |
| Scene: normale, personalizzata, ritratto, macro, landscape, sport, notte (con e senza flash)                                                                               |
| Colori: normale, seppia, bianco e nero, negativo |
| Zoom: 20x digitale |
| Formato file: JPEG, EXIF |
| Risoluzione seconda fotocamera: CIF (352 x 288) |
| Note: la seconda fotocamera è dotata di zoom 2X ma manca il bilanciamento di colori e lo stabilizzatore di immagine (essendo concepita appositamente per la videochiamata. |
| Video |
| Risoluzione: QVGA 320x240 pixel 15 fotogrammi per secondo |
| Autofocus: NO |
| Modalità di ripresa: automatica (giorno), modalità notturna |
| Stabilizzatore video: NO |
| Bilanciamento del bianco: automatico (normale), soleggiato, nuvoloso, incandescente, fosforescente                                                                         |
| Colori: normale, seppia, bianco e nero, negativo, vivace |
| Zoom: 4x digitale |
| Formato file: mp4, 3gpp |
| Audio video: |
| Possibilità di conversione: NO |
| Risoluzione seconda fotocamera: CIF (352x288) |
| Note: la seconda fotocamera può registrare anche brevi filmati |
| Musica e radio |
| Equalizzatore e playlist |
| Radio FM stereo (87.5 – 108 MHz / 76-90 MHz) |
| Connettività |
| Bluetooth 2.0 |
| USB (connettore mini) |
| Uscita cuffie stereo Jack 2.5 mm |
| Contenuto confezione |
| Nokia 6120 Classic |
| Batteria Nokia BL-5B |
| Caricabatterie Nokia AC-4 |
| Auricolare HS-47 |
| CD-Rom |
| Manuale d'uso |